# لوچیا بوزتی
لوچیا بوزتی (به ایتالیایی: Lucia Bosetti) (متولد ۱۹۸۹) بازیکن والیبال اهل ایتالیا که عضو تیم ملی والیبال زنان ایتالیا است. او او در بازی‌های المپیک تابستانی ۲۰۱۲ به رقابت پرداخت.